# Weißbierbrauerei Willner

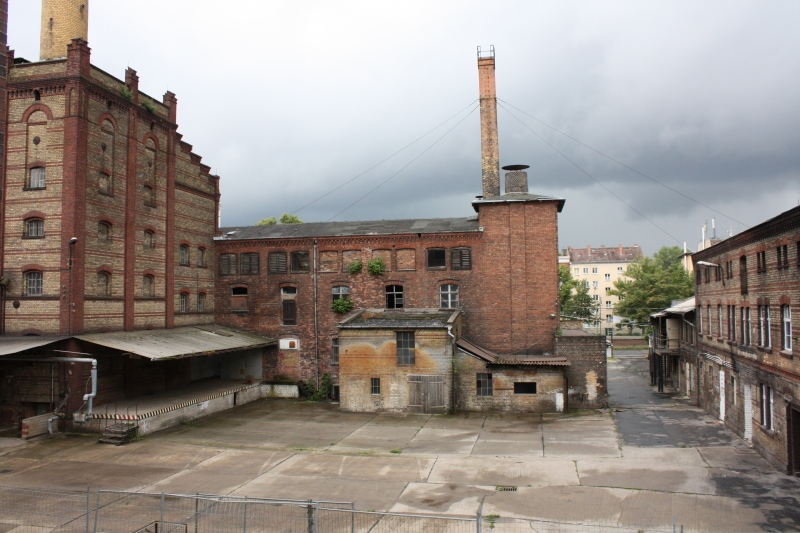
Gebäude der Willner Brauerei (Juli 2012)

Die Weißbierbrauerei Willner war von 1882 bis 1990 eine Berliner Weißbier-Brauerei im Ortsteil Berlin-Pankow, die heute noch erhaltenen Brauereigebäude im Blockbereich zwischen der Berliner Straße 80/82 und der Straße Eschengraben stehen unter Denkmalschutz.

## Geschichte
Im Jahr 1882 von Emil Willner gegründet, wurde die Brauerei 1935 nach einer Insolvenz eine Aktiengesellschaft, weshalb der Brauereiname in Willner-Brauerei AG geändert wurde. Neben dem Sudhaus wurde eine Mälzerei errichtet, die sowohl für den Eigenbedarf als auch für den Verkauf Gersten- und Weizenmalze bis 1944 herstellte.
Im Jahr 1949 erfolgte die Enteignung und die Eingliederung in die Berliner Brauereien GmbH als Treuhandbetrieb Willner Brauerei. Im selben Jahr jedoch konnte die Einrichtung wieder als eigener Betrieb arbeiten, der allerdings mit der Gründung der DDR Volkseigentum wurde. Bald schlossen sich mehrere Brauereien zu einer Vereinigung Volkseigener Betriebe (VVB) zusammen. 1959 wurde die Willner-Brauerei dem VEB Schultheiß Brauerei Schönhauser Allee als Abteilung Willner unterstellt. Ab 1969 wurde die Brauerei dem VEB der Berliner Brauereien unter dem Betrieb VI Schultheiß Schönhauser Allee als Abteilung Weißbier geführt. Im selben Jahr gründete sich der VEB Getränkekombinat Berlin, dem sich die Brauerei erst 1990 anschloss.
Das Getränkekombinat wurde im Ergebnis der deutschen Wiedervereinigung 1990 aufgelöst, die Weißbierbrauerei gliederte sich nun in die Brau- und Erfrischungsgetränke AG Berlin (BEAG) ein. Die BEAG war ein Gemeinschaftsunternehmen der zur Oetker-Gruppe gehörenden Brau-und-Brunnen-Gruppe (BBAG). Aber noch zum Ende des Jahres 1990 wurde die Brauerei geschlossen.
Im Jahr 2012 begann auf dem unter Denkmalschutz stehenden Teil des ehemaligen Brauerei- und Mälzereigeländes eine kulturelle Zwischennutzung aus Kunst, Event und Gastronomie, die unter dem Label WBB (Willner-Brauerei-Berlin) firmierte. Die Initiatoren des WBB hatten das Gelände für 10 Jahre gepachtet. Der Garten des Zollhauses an der Berliner Straße wurde bereits Anfang des 20. Jahrhunderts als Biergarten genutzt. Der Biergarten wurde zunächst bis 1993 betrieben und 2013 als Emils Biergarten (nach dem Vornamen des Brauereigründers) als Zwischennutzung wieder eröffnet. 2014 zog die Bogk-Brauerei aus Berlin-Kreuzberg auf das Gelände der Willner-Brauerei. Am 19. März 2016 fand der 3. Berliner-Weiße-Gipfel auf dem Gelände mit Beteiligung von 17 Brauereien statt. Im November 2016 fand die 9. GAT – Grüße Aus Tätowierungen, eine jährlich stattfindende Bilder-Ausstellung der tätowierbaren Künste, in der Willner Brauerei statt.
Nachdem die Immobilie von Nicolas Berggruen an die Jenn Grundbesitz GmbH & Co. KG verkauft wurde, endete die Zwischennutzung im Dezember 2017. Am letzten Öffnungstag, dem 16. Dezember 2017 gab es ein Abschlussfestival mit dem Titel Lost (dt.: Verloren). Hier wurden alle Räume des Gebäudeensembles geöffnet. Geboten wurden den Besuchern eine Gruppenausstellung The Dark Rooms, Filmvorführung bisher nur auf Filmfestivals zu sehender Filme 48 Stunden Kino und im Keller und in den Clubs legten Discjockeys auf.
Nach einigen Jahren Leerstand hatte sich 2020 ein neuer Eigentümer der Immobilie gefunden: Investor Schaul Shani übernahm das Areal und ließ im Jahr 2022 die baulichen Anlagen grundlegend sanieren, einige Teile auch abreißen. Aus dem Biergarten entstand die Pizzeria Zollhaus Pankow, die zuvor Bestandteil des Biergartens war, betrieben von der Restaurantkette Spreegold. In die alten Backsteingebäude mieteten sich ein Tiernahrungsanbieter, ein Corporate-Design-Unternehmen sowie Hörgeräte-Hersteller ein.

## Anekdote
Als Anekdote zum Grundstück wird berichtet, dass dort eine Kaufmannsvilla stand, deren Inventar während einer Italienreise des Besitzers gestohlen wurde. Anschließend soll das Gebäude unberechtigt bis auf das Fundament abgetragen worden sein, so dass der Besitzer bei seiner Rückkehr ein leeres Grundstück vorfand.